# Ghetto de Grodno
| \| Grodno \| Localisation de Hrodna sur la carte de la Biélorussie. |
| Grodno                                                              |

Le Ghetto de Grodno (novembre 1941 — mai 1943) (biélorusse : Гродзенскае гета) est un ghetto établi par les nazis en novembre 1941 à Grodno, où une communauté juive existait depuis le XIVe siècle. Cette ville était située en Pologne depuis 1920, mais les clauses du pacte germano-soviétique du 23 août 1939 l'avait assignée à l'URSS. Comme pour les autres ghettos de Biélorussie pendant la Seconde Guerre mondiale le terme désigne des emplacements habités (villes, faubourgs, villages), dans les zones occupées par les Allemands pendant la Seconde Guerre mondiale, où les Juifs étaient rassemblés par la force et isolés de la population non-juive. Cette isolation représentait une partie de la politique dite de la solution finale dans le cadre duquel furent exécutés entre 600 000 et 800 000 Juifs en Biélorussie. La Shoah ou Holocauste peut être analysée comme un processus, dont les étapes sont : la définition des Juifs, leur expropriation, leur concentration, et enfin leur destruction. Le ghetto de Grodno n'est qu'un ghetto sur les 300 ghettos ayant été recensés en Biélorussie. Il se situe à proximité de la frontière polonaise et de la frontière lituanienne en Biélorussie.

## La communauté juive de Grodno
Comme Brest-Litovsk, Grodno abritait une très ancienne communauté juive fondée en 1389 quand le grand duc de Lituanie, Vytautas le Grand octroie une charte en faveur de l'établissement des Juifs.
Malgré les massacres et les guerres du XVIIe siècle, la population juive est en croissance continue et passe de 1 000 à 4 000 personnes de 1560 à 1793. Grodno abrite la deuxième communauté juive de la Lituanie d'alors (après Vilna) lorsque la ville devient russe en 1795. En 1912, la population juive dépasse les 34 000 personnes soit environ 60 % de la population totale de la ville. Les Juifs y sont principalement des commerçants. Une très grande entreprise de tabac, Y. Shereshevsky, employait 1 800 ouvriers et fermait le Chabbat et les jours de fête juive ;
Au XIXe siècle, la communauté est dominée d'un point de vue religieux par les Mitnagdim, émules du Gaon de Vilna. Les mouvements socialistes et sionistes sont aussi présents jusqu'à la Seconde Guerre mondiale.
Après le retour de Grodno à la Pologne après la Première Guerre mondiale, les entreprises juives sont victimes d'un boycott antisémite et de nombreux Juifs se tournent vers les professions de médecin ou d'avocat.
Les 18 et 20 septembre 1939, quand les troupes polonaises se retirent de Grodno pour laisser la place aux Soviétiques, la communauté juive est victime d'un pogrom de grande ampleur.

## Occupation de Grodno et création du ghetto
En 1931, 42,6 % des habitants de Grodno, soit 18 697 personnes, étaient juifs. En 1937, la ville comptait encore 30 000 juifs sur les 60 000 habitants. Mais en 1941 il n'y avait plus un nombre aussi élevé de juifs à Grodno,. Beaucoup avaient tenté de fuir avant le début de l'opération Barbarossa en juin 1941.
Grodno se trouva sous occupation nazie pendant 3 ans et un mois — du 23 (24) juin 1941 jusqu'au 16-24 (14) juillet 1944. Les forces de la Wehrmacht prirent Grodno en un seul jour. Dans la ville, la panique fut au comble, l'idée de prendre la fuite pouvait être oubliée : « …même les juifs qui avaient eu le temps de fuir, les Allemands les rattrapaient aussi vite qu'ils s'enfuyaient. Et les juifs étaient obligés de revenir ».
Immédiatement des sanctions furent appliquées aux Juifs et de tout genre. Déjà avant la constitution du ghetto, ils durent porter, sous peine de mort, des signes distinctifs — le bandeau blanc avec l'étoile de David en liseré bleu qui fut remplacé par la suite par l'étoile jaune à six branches, cousue dans le dos et sur la poitrine. Les juifs ne pouvaient marcher que sur la partie carrossable de la chaussée et pas sur les trottoirs. Ils ne pouvaient marcher en groupe mais devaient rester isolés les uns des autres, il leur était interdit d'aller au marché, de se promener dans les parcs, d'aller dans les cinémas ou les théâtres. Chaque juif, à l'approche d'un Allemand ou d'un membre de la collaboration biélorusse pendant la Seconde Guerre mondiale, devait quelques mètres avant de le croiser veiller à enlever sa coiffe,,.

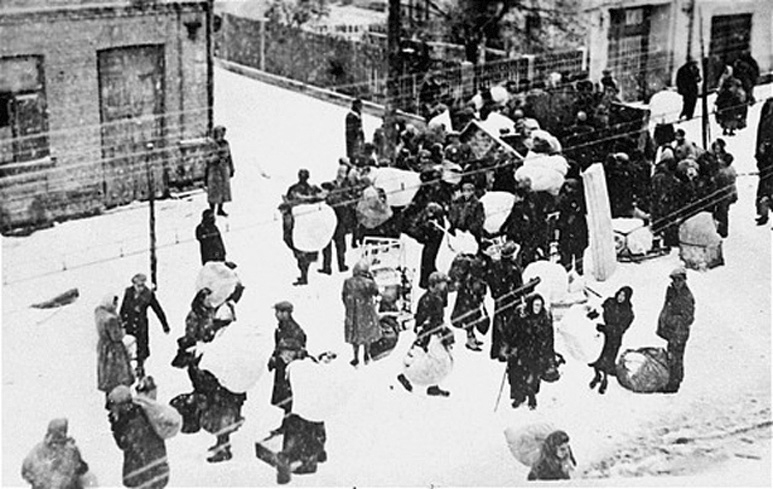
Déplacement des Juifs dans le ghetto de Grodno. Novembre 1941.

Immédiatement après le début de l'occupation, tous les Juifs de 16 à 60 ans furent obligés de se présenter à un endroit fixé par les autorités occupantes pour la répartition des tâches du travail obligatoire. Pour l'exécution de leurs tâches, ils étaient traités comme des esclaves. Le 15 octobre 1941, les Allemands rendirent la condition des Juifs plus pénible encore : les hommes entre 14 et 60 ans et les femmes de 14 à 55 ans furent obligés de travailler. Au travail, les juifs n'étaient pas nourris et ne recevaient aucun salaire. Pour des fautes légères : le seul fait, par exemple, de se redresser le dos quelques instants et ils étaient massacrés. Les Juifs étaient tués dans tous les cas parce que « toujours et pour tous les juifs sont coupables ». Un jour, les Allemands chassèrent les Juifs dans le fleuve Niémen et ne leur laissèrent aucune possibilité de sortir du fleuve jusqu'à ce qu'ils se noient,,.
Au début du mois de juillet 1941, arriva à Grodno un détachement punitif en vue de l'extermination des représentants des intellectuels de la communauté juive — des enseignants, des artistes, des médecins, des juristes et des musiciens. Une liste fut établie et le 5 juillet 1941 les Allemands et les membres de la collaboration biélorusse pendant la Seconde Guerre mondiale les conduisirent dans les faubourgs et tuèrent 80 personnes — les membres les plus éminents et les plus cultivés de la communauté susceptibles d'organiser et de conduire la résistance,,.
Pour organiser l'exécution des ordres des nazis dans la communauté juive en juillet 1941, un judenrat (conseil juif) fut créé à Grodno. Lors de sa constitution, il comprenait 10 membres, mais ensuite les nazis les firent passer à 24. Les occupants placèrent à la tête du judenrat le directeur du collège David Brawer et des professeurs du Tarbut,,.
En septembre 1941, les nazis commencèrent à organiser deux ghettos à Grodno (à environ deux kilomètres l'un de l'autre). Ils occupaient une surface d'un hectare et demi (entre la rue de Jérusalem, aujourd'hui appelée Antonov, et le quartier de la rue Balchaia Troitskaia). La division en deux ghettos avait pour but, dans l'esprit des Allemands de leur faciliter l'extermination déjà programmée de tous les juifs de Grodno : dans le ghetto no 1 ils avaient rassemblé les travailleurs qualifiés et dans le ghetto no 2 les juifs non-productifs.
Le Ghetto no 1 fut créé dans la partie centrale de la ville, dans la « vieille ville », non loin du château et des alentours de la Grande synagogue chorale de Hrodna, — dans les rues Skidelskaia et Perets, dans le quartier de la place Skidelskaia, mais son entrée principale se trouvait du côté de la rue du Château (en russe : Zamkovaia, en allemand : Burgstrasse). Sur une surface de moins d'un demi kilomètre carré furent installés 15 000 prisonniers. La vie de ce ghetto se prolongea de novembre 1941 jusqu'au mois de mars 1943. Le ghetto fut entouré de deux palissades de deux mètres de haut.

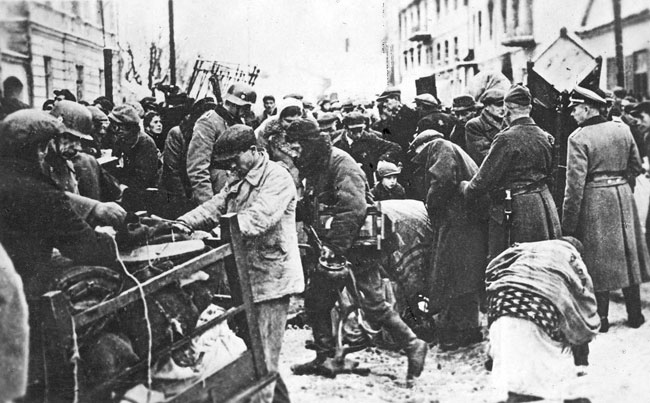
Les Allemands chassent les juifs dans le ghetto à Grodno fin 41.

Le Ghetto no 2 fut organisé derrière la voie de chemin de fer, dans le quartier de la rue Perets (ancien faubourg du quartier de Slobodka), à côté de la vieille caserne le long de la place du marché. Ce ghetto occupait un plus grand emplacement que l'autre, mais ses habitants juifs vivaient dans des conditions pires que les juifs du ghetto no 1. Les Allemands y envoyèrent 10 000 juifs, en leur donnant six heures, sans moyen de transport pour ce faire, si bien qu'un millier de juifs, dans la panique, se blessèrent en s'écrasant contre les portes du ghetto. Le ghetto fut entouré d'une clôture le long de la rue Skidelskaia. L'entrée du ghetto se faisait par la rue de l'Artillerie (en russe : Artileriskaia, en allemand : Kremer Strasse). Le ghetto no 2 fut détruit en mai 1943.
Aux environs du 1er novembre 1941, la constitution du ghetto fut terminée et tous les juifs y étaient installés. Le chef du ghetto no 1 était Kurt Wiese, celui du ghetto no 2 Otto Streblev. Tous deux s'appliquaient et prenaient plaisir à fusiller personnellement des juifs et, par des témoins oculaires, on sait que Kurt Wiese devait changer de vêtements deux fois par jour parce qu'ils étaient tachés de sang,,,.

## Conditions de vie dans le ghetto
Les conditions de vie dans le ghetto de Grodno étaient extrêmement pénibles, humiliantes, inhumaines. Selon le témoignage du survivant Khaïm Chapiro : « On portait l'étoile jaune de David devant et derrière. On ne marchait pas sur les trottoirs. On crachait sur nous, on pouvait nous tuer, si un Allemand vous attrapait. Et les Polonais aussi se moquaient méchamment. Nous étions des gens sans droits. Il arrivait, en se levant le matin, de sortir et de voir des pendus aux balcons… ». Toutefois les prisonniers souffraient relativement moins de la faim dans ce ghetto que dans beaucoup d'autres, et furent tués plus tard.
Les hitlériens intégrèrent Grodno par la création dans le troisième Reich du Reichskommissariat Ostland (« Les territoires de l'Est ») qui comprenait cette ville.
Les gens qui risquaient leur vie tous les jours, s'ingéniaient à échanger des vêtements et des objets personnels en échange de quelques aliments,.
Dans les deux ghettos étaient distribués pour un prix modique des cartes de rationnement pour le pain, en échange desquels les juifs recevaient environ 200 grammes de pain par jour. Parfois le Judenrat, dans des circonstances spéciales, parvenait à obtenir de la viande de cheval. Dans les caves de la Grande synagogue chorale de Hrodna, les juifs parvinrent, quelque temps, à constituer une réserve de pommes de terre, que le judenrat partageait un peu entre les prisonniers.
Durant les premiers mois de l'existence du ghetto, les meurtres ne furent pas la cause principale des décès de prisonniers. La plus grande partie de ceux-ci étaient dus à des suicides de désespérés par l'horreur de la situation, ou à la mort pour cause de maladie. Beaucoup d'enfants moururent parce que leur organisme de supportait pas les conditions de survie dans le ghetto. Suivant les mots d'un prisonnier survivant, Frane Brojdie : « Les Allemands avaient atteint leur but. Physiquement et moralement les juifs étaient brisés. Ils étaient entièrement soumis. On leur avait enlevé leurs biens mais aussi leur capacité de raisonner. L'apathie, la fatigue, le désespoir, s'étaient emparés des juifs, ce qui facilitait le travail d'extermination des Allemands ».
Les juifs étaient obligés de vivre dans une horrible promiscuité, à tel point que beaucoup n'avaient même pas la place pour se coucher et qu'ils dormaient assis. C'est pourquoi, en décembre 1941, les nazis furent obligés de déplacer une partie des prisonniers du ghetto no 1 vers le no 2 qui était moins peuplé.

## Destruction du ghetto
À l'époque de l'existence des deux ghettos à Grodno, 42 000 juifs passèrent par ce camp, parmi lesquels environ 20 600 perdirent la vie,,.
Les assassinats des juifs dans la ville elle-même furent commis sur le territoire de la prison de la ville, dans la maison de la rue du Kominterm, au fort no 2, dans la Grande synagogue chorale (c'est là que d'habitude on fusillait les juifs malades ou blessés) et encore en d'autres endroits. Plus de 1 000 prisonniers furent fusillés dans l'ancien cimetière juif. Outre les juifs fusillés ou tués sous les coups, d'autres mourraient aussi à la suite de l'exécution de travaux éreintants, de faim, de manque d'hygiène provoquant des maladies et des épidémies,.

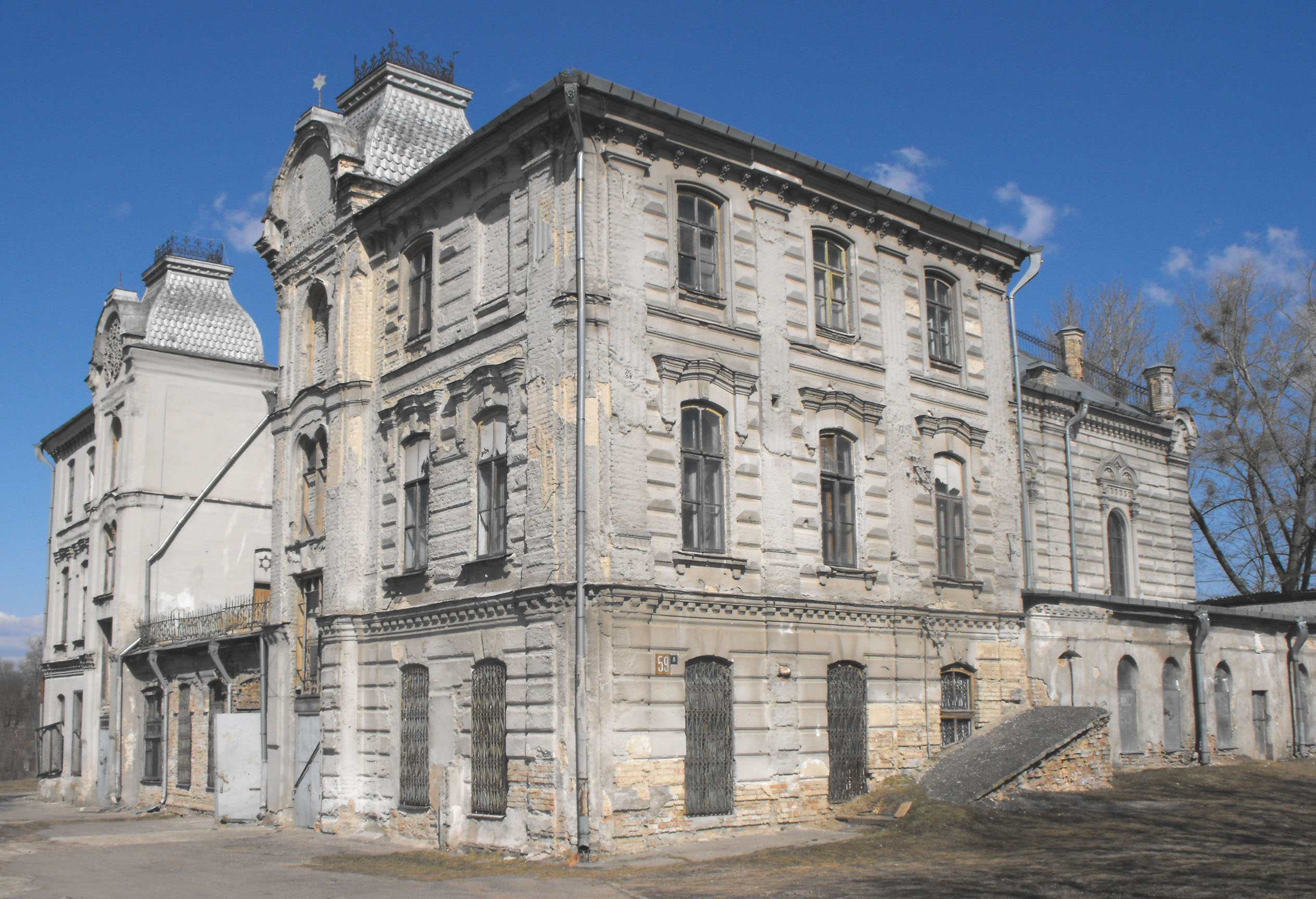
Grande synagogue chorale de Grodno en 2011.

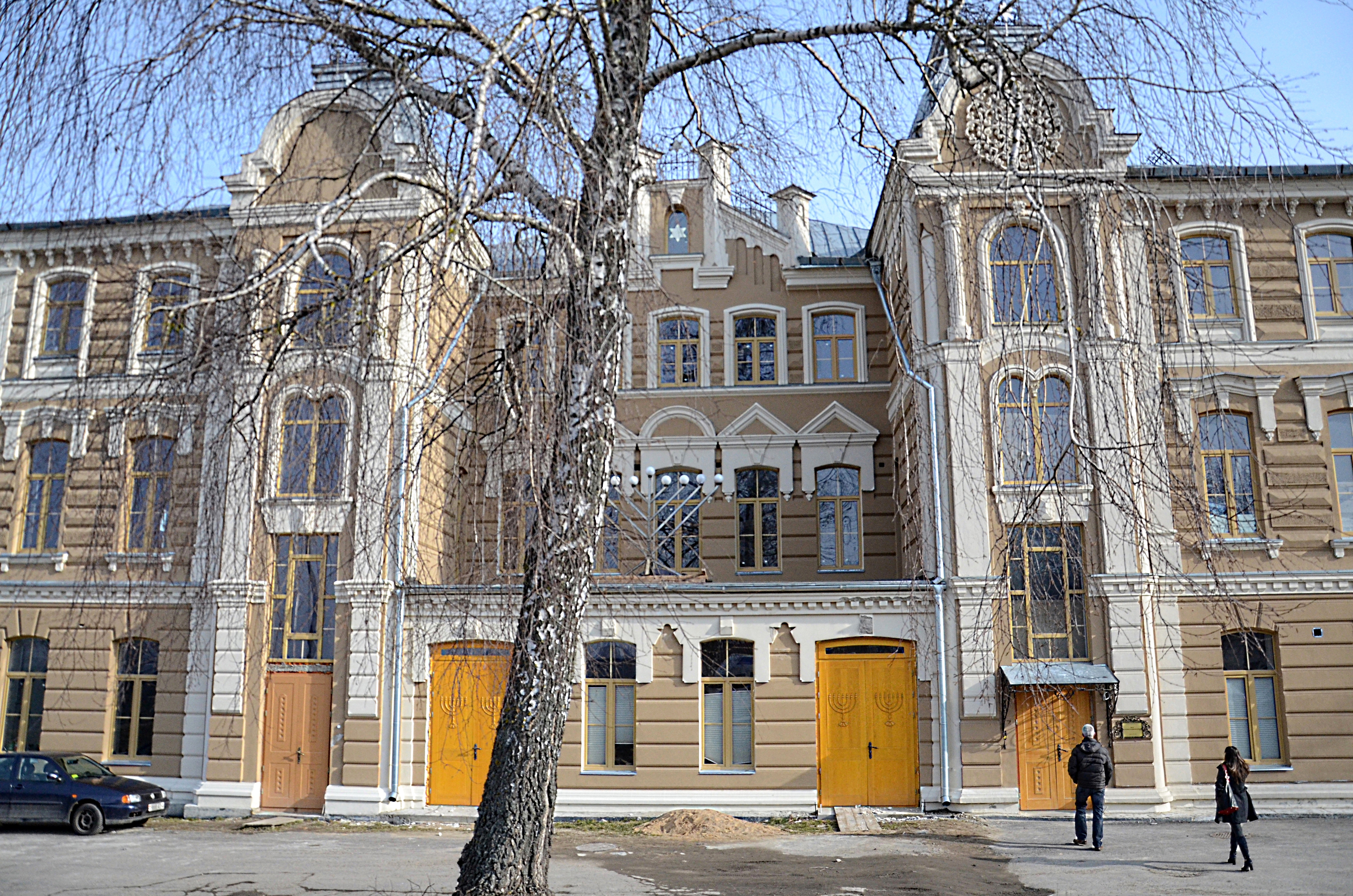
La synagogue en cours de restauration en février 2015.

Il faut encore remarquer que la Grande synagogue chorale de Hrodna, servit durant la guerre de centre de rassemblement des Juifs sous contrôle des Allemands avant leur envoi vers les camps de concentration en Pologne, ou avant de les fusiller.
Le 1er novembre 1942, les Allemands commencèrent à envoyer les juifs du ghetto et des petits villages proches de la ville vers le camp de Kolbasino,,, et dès le 2 novembre 1942, les deux ghettos furent cernés et bloqués par des gardes. La plupart des prisonniers du camp de Kolbasino furent ensuite envoyés dans des wagons à bestiaux aux camps de Auschwitz et Treblinka et y moururent. Le premier transport de Juifs de Grodno vers Auschwitz eut lieu le 18 novembre 1942.
L'administration de l'état-civil allemande a établi que jusqu'en 1943, 20 577 juifs furent envoyés de force hors de Grodno : certains restèrent au camp de Kolbasino et d'autres partirent pour les camps de la mort en Pologne. Au Stalag-353 à l'automne 1942 on amena que des Juifs, mais, selon certains témoins, en décembre 1942 environ 30 000 juifs des villages du district de Białystok (de l'oblast de Grodno et de Białystok en Biélorussie) y furent amenés également. Parmi ceux-ci, 27 000 personnes furent emmenées et tuées en une semaine, le reste, soit 3 000 personnes furent emmenées au ghetto de Grodno no 1 et exterminées plus tard.
Le 12 février 1943, le chef du ghetto no 1, Kurt Wiese ordonna au judenrat de lui envoyer 400 hommes, soi-disant pour travailler à la clôture du ghetto. Le 13 février, les gens choisis (il n'y avait parmi eux que des hommes du ghetto) furent enfermés dans la Grande synagogue. Ceux qui tentaient de s'enfuir étaient fusillés sur place. Les travailleurs du judenrat et les ouvriers qualifiés furent séparés des autres et fusillés ; le président du judenrat Braver fut abattu personnellement par Kurt Wiese. Les 2 500 hommes furent chassés du ghetto vers la station de la voie de chemin de fer par la rue Brigitka et conduits au camp de la mort de Treblinka (distant de 150–160 km de Grodno). Après avoir éliminé les membres du judenrat, la gestapo tua Serebriansk, le chef de la police juive du ghetto,.
Le 12 mars 1943, le ghetto de Grodno fut détruit, les quelques prisonniers rescapés furent emmenés au ghetto de Bialystok (mais jusqu'en mai 1943 des juifs furent encore attrapés et tués). Grodno, pouvait selon les rapports Allemands du 13 mars 1943 être déclarée « libre de juifs », bien que lorsqu'elle fut libérée le 14 juillet 1944, il y avait encore entre 40 et 50 juifs vivants,.
La Brigade des biélorusses chercha dans le ghetto les objets de valeurs en frappant ou démontant soigneusement les murs et les planchers. Quand ils trouvaient des juifs vivants, cela était très apprécié des Allemands qui payaient grassement ; de même que pour la découverte de caches (appelées « malina » par les Juifs).
Les Juifs tués dans la ville furent ensevelis dans les fossés des 12 forts de Grodno et dans les ravins. Dans le but de cacher les preuves de leurs crimes, à partir du printemps 1944, les nazis commencèrent à camoufler les traces de massacres de masse avec les juifs qui avaient survécu et les prisonniers : nivellement des lieux d'ensevelissement, plantation de fleurs et de légumes en surface, (c'est ainsi qu'ils firent dans la cour de la prison). Dans les cimetières de Grodno, de Kolbasino, de Lososno, du fort no 2, ils déterrèrent les corps de victimes et les firent brûler. La Commission extraordinaire de l'État, dans son protocole du 26 juin 1945 a établi que les fosses où étaient ensevelis les corps après les massacres de masse, avaient une largeur de 2–6 m sur une longueur de 50–100 m ; en profondeur les victimes étaient entassées sur 7 rangées de cadavres superposeés.

## Cas de sauvetage
Beaucoup de juifs s'enfuirent dans les bois, mais, en règle générale ils n'étaient pas admis parmi les partisans non-juifs. C'est pourquoi certains de ces fuyards furent obligés de revenir au ghetto, à cause du froid et de la faim. D'autres prisonniers du ghetto parvinrent toutefois à organiser le groupe : les Partisans soviétiques.
Benjamin Kotler réussit avant la destruction du ghetto à emmener sa femme, sa petite fille et encore quelques autres personnes dans un tonneau chargé d'excréments et à les cacher dans le cimetière chrétien où ils se terrèrent plus d'un an dans un fossé et ils survécurent.

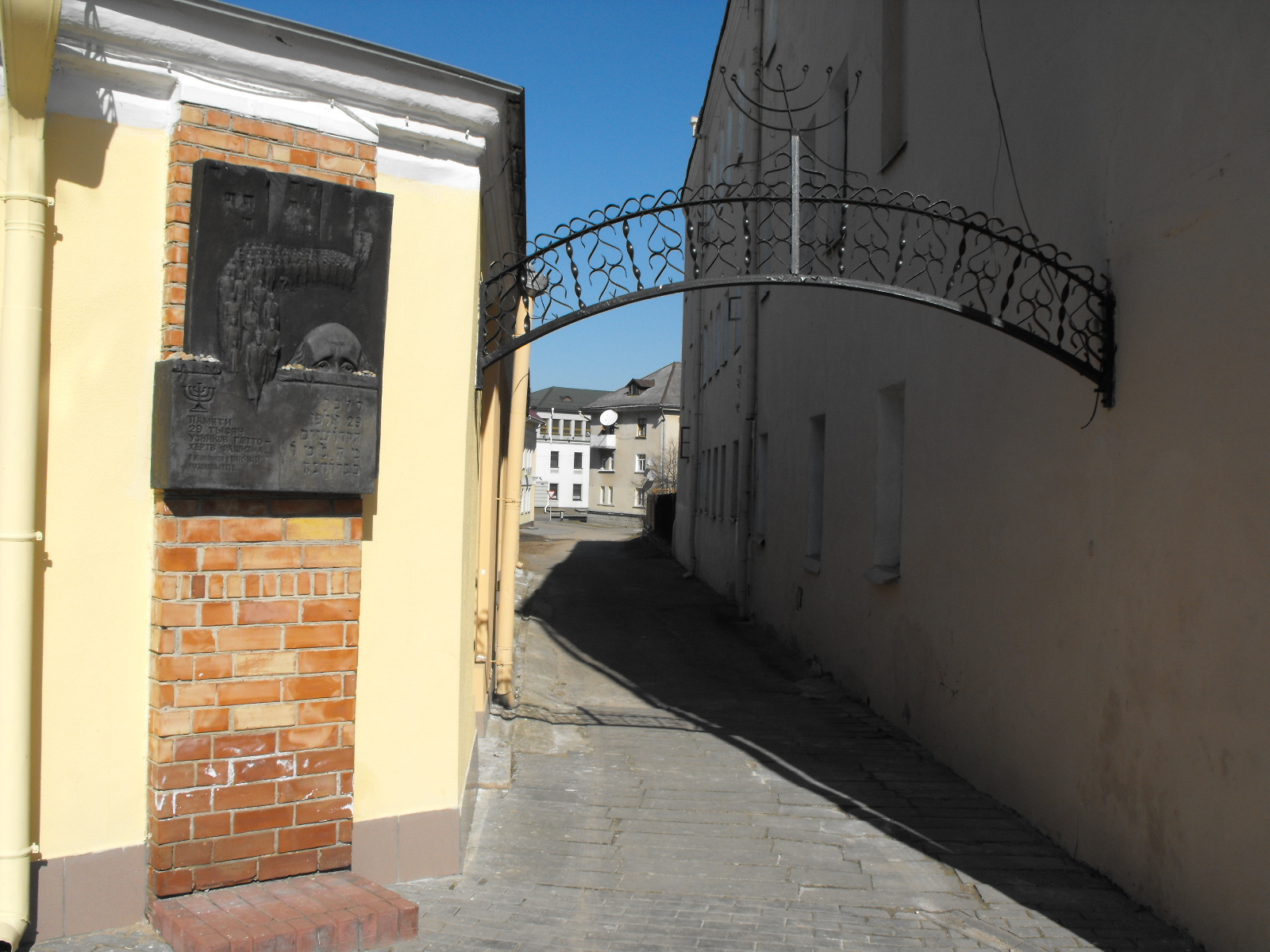
Entrée du ghetto de Grodno.

## Organisation et accomplissement des tueries
Les noms de quelques organisateurs et exécutants des « actions » ont été conservés par des documentalistes (c'est par cet euphémisme d'« actions » que les nazis désignaient l'organisation de massacres de masse) : le commissaire de district de Grodno von Pletz ; le chef de la gestapo Ephrelis ; le commandant du ghetto no 1, Kurt Wieze (c'était un tireur redoutable qui aimait tirer sur les prisonniers du camp : sans tirer le pistolet de sa poche il parvenait à les viser à la tête) ; le commandant du ghetto no 2 : Strelbev ; le directeur de la prison de Grodno : Shedel ; le chef de la prison du raïon de Varonovsky : Raymund. Suivant le témoignage de Mari Voltryk, nettoyeuse à la gestapo : « Presque chaque jour il fallait nettoyer le sang dans la chambre, les planchers, les portes étaient éclaboussés par le sang ; parfois même il fallait intervenir deux fois par jour. Même Wieze, Streblev et d'autres qui étaient tous toujours ivres se moquaient des cris des prisonniers torturés. Ils arrivaient le matin après une orgie, plaçaient les prisonniers contre le mur et tiraient de telle manière que les balles passaient à quelques millimètres de la tête de leur cible. Ils se moquaient beaucoup des Juifs, qui travaillaient pour eux toute la journée.... — on ne pourrait énumérer toutes les horreurs commises ».
Le Commandant du ghetto no 1 Kurt Wieze fut trouvé et arrêté de nombreuses années après la guerre grâce au Centre Simon-Wiesenthal, et le 27 juin 1968, il est condamné à la prison à vie plus 10 ans de prison pour le meurtre de Juifs dans le ghetto de Grodno et pour avoir participé aux déportations de Juifs vers Auschwitz lors de la fermeture du ghetto. Il a été libéré le 24 mars 1986 et décèdera le 21 octobre 1987.

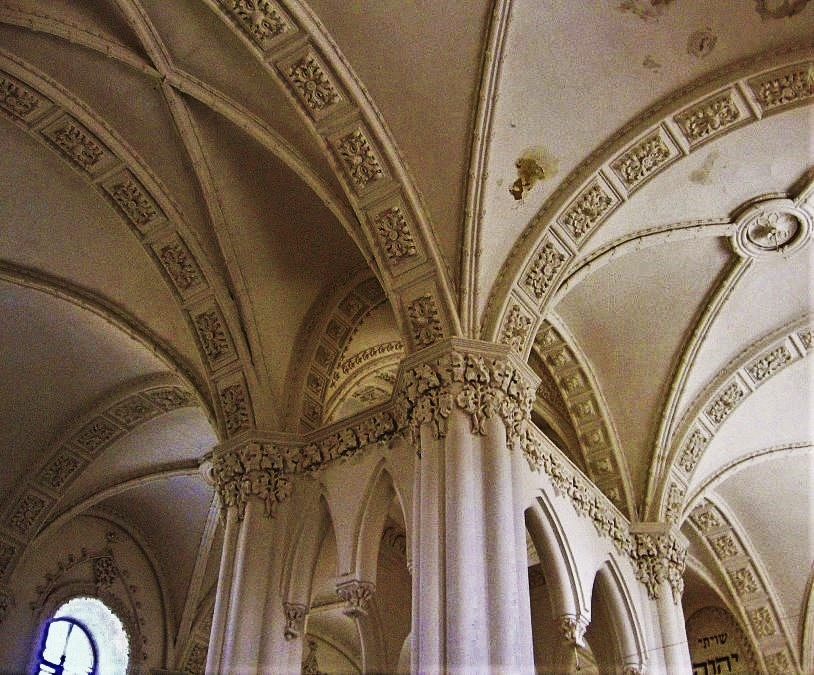
Grande synagogue chorale de Grodno.

## Résistance
Au début de l'année 1942, fut créée dans le ghetto de Grodno une organisation de résistance. Dans le ghetto existait un groupe d'ingénieurs surnommé « Koubadla », dont les membres fabriquaient des grenades de fortune et des Cocktail Molotov — pour leur propre défense et aussi pour les donner aux partisans. Ces clandestins avaient comme but de liquider les commandants du ghetto, mais ce fut en vain.
Beaucoup de témoins racontèrent le comportement héroïque de Lenka Prenskaia, qui avant son exécution pour tentative d'évasion du ghetto, alors qu'elle avait déjà la corde au cou, cracha au visage du commandant Kurt Wieze et lui dit : « Ta fin sera encore pire ! ».

## Chercheurs connus
Le Docteur Klinger de Łódź avait écrit et publié avant la guerre un livre intitulé « Sur la vie sexuelle des Allemands et leur perversité ». Les Allemands apprenant qu'il se trouvait dans le ghetto no 2, le trouvèrent, le torturèrent, mais finalement le gardèrent en vie pendant un certain temps pour qu'il puisse les aider à soigner leurs maladies vénériennes.

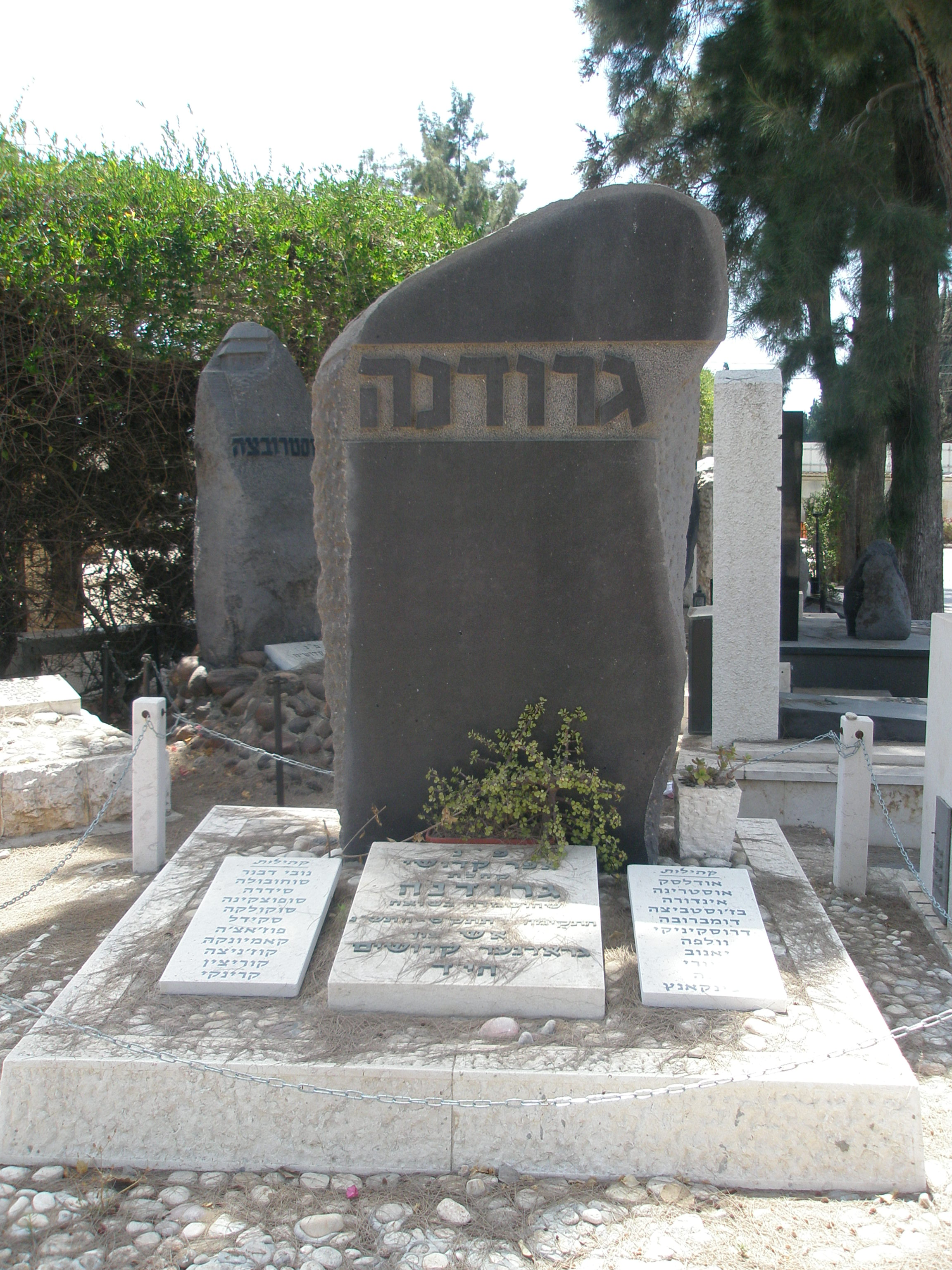
Cimetière de Tel-Aviv mémorial des victimes de Grodno.

## Mémorial
Avant la Shoah vivaient à Grodno plus de 30 000 juifs. Ne survécurent que 300 d'entre eux environ. Le 16 juillet 1944, il y avait encore 200 Juifs en comptant les partisans,), mais environ 15 personnes seulement revinrent vivre dans la ville.
Sur la tombe des victimes de la Shoah en Biélorussie fut élevée une stèle en 1965,.
En 1991, dans la rue Samkova, qui se trouvait dans le territoire d'un des deux ghettos, fut édifiée une pierre tombale en souvenir des Juifs de Grodno et des environs, tués par les nazis et leurs collaborateurs pendant la guerre.
Sur la rive droite de la rivière Goradnintchanki dans la rue Saverchisna se trouvait un escalier en pierres taillées. Il fut détruit sur ordre des nazis en 1942-début 1943 par les prisonniers du ghetto parce qu'il était une partie funéraire du cimetière juif. À la place du cimetière on trouve aujourd'hui un emplacement de stationnement de véhicules,.

## Sources
- (ru) Книга:Справочник о местах принудительного содержания гражданского населения на оккупированной территории Беларуси 1941-1944 (Recueil sur les endroits de détention forcée de la population sur le territoire occupé de la Biélorussie 41-44)
- (ru) Leonid Smilovitski Л. Смиловицкий. Гетто Белоруссии — примеры геноцида (из книги «Катастрофа евреев в Белоруссии, 1941—1944 гг.» (Le ghetto en Bielorussie -exemple de génocide)
- (ru) Национальный архив Республики Беларусь (НАРБ). — фонд 861, опись 1, дело 7, лист 8-9[2],[7],[12]; фонд 845, опись 1, дело 8, листы 19-20, 22, 28, 54[2],[7],[12]; фонд 205, опись 10, дело 485, лист 53[7];

(Archives de la république de Biélorussie)
- (ru) Государственный архив Российской Федерации (ГАРФ). — фонд 7021, опись 86, дело 40, листы 1-16, 56[2],[12]; фонд 7021, опись 86, дело 48, листы 5-11[2]; (Archives de la fédération de Russie)
- (ru) Государственный архив Гродненской области, — ф 1029, оп. 1, д. 31, л. 81[12]; фонд 1, опись 1, дело 54, лист 38[2],[12]; фонд 1029, опись 1, дело 48, листы 13, 19[2]; ф 1029, оп. 1, д. 60, лл. 13, 19[12]; ф 1029, оп. 1, д. 64, л. 31[12]; фонд 1029, опись 1, дело 73, лист 31[2]; фонд 1029, опись 1, дело 75, лист 81[2]; (Archives de l'oblast de Grodno)
- (ru) Архив Яд Вашем, М-33/708[2]; М-33/715[2];(Yad Vachem)
- (fr) Raul Hilberg, La Destruction des Juifs d'Europe, Gallimard, collection Folio, 2006 Tome I, chapitre 3, Les Structures de la destruction, p. 100-113

## Littérature
- (ru) Leonid Smilovitski, «Катастрофа евреев в Белоруссии, 1941—1944 гг.», Тель-Авив, 2000(la Shoah en Biélorussie)
- (ru) YN Marash, Гродненское гетто // Гродненская правда, 1990, 24, 30 октября, 1 ноября. (le Ghetto de Grodno)
- (ru) YN Marash, Плешевеня А. М. Гродненскае гета // Гродна у гады Вялiкай Айчыннай вайны (1941—1945 гг.). Гродна, 1995 Modèle:By
- (ru) Y Marash, Немецко-фашистский оккупационный режим на Гродненщине в 1941—1944 гг. // Первые шаги в науку. Мн., 1969 (Occupation fasciste à Grodno - premiers pas)
- (en) The Beate Klarsfeld Foundation; «Ghetto and deportations to death camps», «Cologne and Bielefeld trials», Grodner Association of Israël, Ramat-Gan, 1989 (en) (Ghetto et déportation dans les camps)
- (ru) Savonako, MA, Гродненское гетто // Веснiк БДУ. 1992, N2, сер.3. с.21. (Ghetto de Grodno)
- (ru) Pamlak. Гродна. Мн., 1999
- (ru) Pamlak. Гродзенскi район. Мн., 1993
- (ru) Yevrei Grodno, Ocherki istorii i kul'tury, Grodnо, 2000 (Grodna étude sur l'histoire et la culture)
- (ru) Botvinik MB, Памятники геноцида евреев Беларуси. Мн., 2000 (Souvenir du génocide juif en Biélorussie)
- (ru) Yitzhak Arad. Уничтожение евреев СССР в годы немецкой оккупации (1941—1944). Сборник документов и материалов, Иерусалим, издательство Яд ва-Шем, 1991,  (ISBN 965-308-010-5) (Extermination des juifs d'URSS pendant l'occupation allemande - Jérusalem)
- (en) Documents concerning the destruction of the Jews of Grodno by the Germans, 1941—1944, Tel-Aviv, 1993[7] (en)
- (ru) Черноглазова Р. А., Хеер Х., Трагедия евреев Белоруссии в 1941— 1944 гг.: сборник материалов и документов, Изд. 2-е, испр. и доп.,‎ 1997, 398 p. (ISBN 985627902X) (La tragédie des juifs en Biélorussie : recueil de matériaux et documents).
- (ru) Yad Vashem The Holocaust Martyrs' and Heroes' Remembrance Authority, History and Geography of Grodno
- (en) Chabad Center - The Jewish Community of Grodno, 2007
- (pl) Muzeum Historii Żydów Polskich, Sprawiedliwi wśród Narodów Świata.
- (en) Weiner, Rebecca. Virtual Jewish History Tour
- (en) (Dr Mordecai Paldiel, [PDF] Yad Vashem, The Holocaust Martyrs' and Heroes' Remembrance Authority.